# Eparchia bałakowska
Eparchia bałakowska (ros. Балаковская епархия) – jedna z eparchii Rosyjskiego Kościoła Prawosławnego, z siedzibą w Bałakowie. Wchodzi w skład metropolii saratowskiej.
Utworzona postanowieniem Świętego Synodu 24 marca 2022, poprzez wydzielenie z eparchii pokrowskiej. Obejmuje rejony: bałakowski, duchownicki, iwantejewski, krasnopartyzański, marksowski, pierelubski i pugaczowski w obwodzie saratowskim. 
Ordynariuszowi administratury przysługuje tytuł biskupa bałakowskiego i nikołajewskiego. Pierwszym zwierzchnikiem eparchii został wybrany ihumen Bartłomiej (Dienisow), wyświęcony na biskupa 17 kwietnia 2022 r.